# Atom Heart Mother
| Recensione       | Giudizio       |
| ---------------- | -------------- |
| AllMusic         | [ 8 ]          |
| Piero Scaruffi   | [ 9 ]          |
| Robert Christgau | D+             |
| Rolling Stone    | [ 11 ]         |
| Sputnikmusic     | 3.0 (Good)     |
| OndaRock         | Pietra miliare |

Atom Heart Mother è il quinto album in studio del gruppo musicale britannico Pink Floyd, pubblicato nel 1970, il primo del gruppo ad arrivare alla prima posizione nel Regno Unito.
È uno dei primi album pubblicati da una major (EMI) a non recare il nome del gruppo in copertina. Il mixaggio fu opera di Peter Bown e Alan Parsons, con l'apporto di Ron Geesin per l'arrangiamento orchestrale della title track.

## Storia
Il disco apre la seconda fase della storia dei Pink Floyd e segna un punto di svolta nella loro carriera. Il gruppo tornò in studio dopo numerosi concerti intento a costruirsi una nuova immagine. David Gilmour ricorda che si andava avanti per inerzia aspettando che qualcuno avesse una buona idea. Si decise allora di procedere come era avvenuto per il brano A Saucerful of Secrets, dell'omonimo album, lavorando tutti insieme e giustapponendo le diverse parti, derivate da altrettante improvvisazioni in studio. A collegare le varie sezioni strumentali, vennero inseriti intermezzi parlati oppure sfumature di raccordo tra i vari strumenti. Tra marzo e agosto furono prodotti due lunghi brani strumentali e tre brani più brevi. La title track (in origine intitolata provvisoriamente Untitled Epic) era un semplice pezzo per quattro strumenti, ma dopo averlo messo insieme, il gruppo non ne fu soddisfatto e sì optò per un arrangiamento orchestrale. Venne chiamato allora il compositore Ron Geesin, amico di Nick Mason e Roger Waters, conosciuto dal bassista in occasione del lavoro fatto insieme per Music from "The Body", colonna sonora del documentario The Body di Anthony Battersby e Tony Garnett. Pioniere della musica sperimentale nel Regno Unito, aveva molti sostenitori, tra cui il compositore di musica d'avanguardia Cornelius Cardew. Il riff fiatistico principale ricorrente nella suite era stato ideato da David Gilmour, che lo aveva chiamato Theme from an Imaginary Western, pensando che il tono "epico ed eroico" della melodia ben si sarebbe adattato a fungere da colonna sonora di un western tipo I magnifici sette.

## Titolo
Il titolo dell'album venne ideato in modo casuale; durante una seduta di registrazione alla BBC per un programma di John Peel, il pezzo fu indicato anche come The Amazing Pudding. Il titolo definitivo fu pensato da Roger Waters su suggerimento dello stesso Ron Geesin, che aveva consigliato di leggere qualche articolo sul giornale: infatti un articolo pubblicato sull'Evening Standard su una donna incinta con un pace-maker atomico sperimentale era intitolato Atom Heart Mother Named.

## Copertina

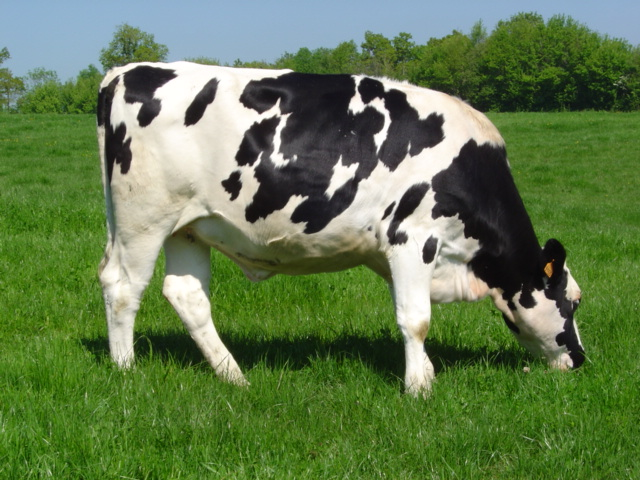
Una mucca di razza Frisona, come quella ritratta sulla copertina dell'album.

Sulla copertina e sul retro dell'edizione originale dell'album non compaiono il titolo, il nome del gruppo e l'elenco delle canzoni. Questo per una specifica idea del gruppo stesso che aveva chiesto qualcosa di ordinario ed estremamente semplice, il più lontano possibile dalle immagini dello space rock degli esordi. Famosi per essere un gruppo di rock psichedelico, un'etichetta di cui volevano sbarazzarsi, i Pink Floyd affidarono al grafico Storm Thorgerson della Hipgnosis il compito di confezionare la copertina di Atom Heart Mother.
Thorgerson propose un soggetto non collegato al gruppo e ai brani dell'album e, per la scelta del soggetto, venne aiutato dall'artista inglese John Blake che propose la foto di una mucca. Thorgerson si recò nella campagna a nord di Londra, immortalando alcuni esemplari bovini: la mucca era un esemplare di razza frisona di nome Lulubelle III appartenente all'allevamento di Arthur Chalke, il quale in seguito proverà invano a chiedere un compenso. "La foto definitiva di una mucca", era stata definita dallo stesso autore.
(Storm Thorgerson)
Il grafico aveva sottoposto al gruppo altre due idee: un tuffatore su un trampolino e una donna davanti ad una scalinata. I Pink Floyd scelsero la mucca. La scelta risultò essere anche la più economica: costò poco più di 30 sterline. Quando Storm Thorgerson mostrò la copertina a un funzionario della EMI, ricevette questa risposta: "Ma sei matto? Vuoi rovinare questa casa discografica?'".
La copertina dell'album non riporta né il titolo né il nome del gruppo, è apribile e mostra sul fronte la mucca Lulubelle III e, sul retro, tre mucche ravvicinate che sovrastano lo spazio sulla destra dell'art-work. L'interno della copertina riporta un'immagine in bianco e nero sgranato di una brughiera inglese con animali al pascolo.
Non esiste alcun collegamento tra la mucca e i brani presenti sul disco anche se successivamente Nick Mason accennò a una simbologia classica che vede la mucca come rappresentazione della Madre Terra e quindi un riferimento indiretto alla "madre dal cuore atomico", con l'assonanza fra le parole "Heart" ("Cuore") e "Earth" ("Terra").
La copertina dell'album appare nei film Arancia meccanica di Stanley Kubrick e La tragedia di un uomo ridicolo di Bernardo Bertolucci ed è stata citata nella copertina di un album dei KLF (Chill Out, 1990).

## Pubblicazione
L'album venne pubblicato nell'ottobre 1970 sia nel Regno Unito, dove raggiunse la prima posizione nelle classifiche musicali, sia negli Stati Uniti, dove si arrivò alla posizione numero 55. L'album fu realizzato in un formato quadrifonico nel Regno Unito, in Germania e in Australia. Nel 1994 il disco venne rimasterizzato nel Regno Unito e negli Stati Uniti: in questi ultimi fu realizzata dal Mobile Fidelity Sound Lab una versione in CD d'oro di 24KT ed anche una versione LP. Nel 2011 l'album fu nuovamente rimasterizzato nella campagna "Why Pink Floyd...?".

## Accoglienza
L'album diede buoni risultati nelle vendite, raggiungendo la prima posizione nella Official Albums Chart, la quarta in Francia, la quinta nei Paesi Bassi, l'ottava in Germania e Danimarca e la posizione 55 in quella americana. La potenza dell'immagine in copertina ha fatto discutere per mesi i disc jockey dell'epoca sul significato che potesse avere. Nel 1994 divenne disco d'oro. Una versione rimasterizzata da James Guthrie è stata pubblicata nel 1994 nel Regno Unito e nel 1995 negli Stati Uniti.
Le reazioni critiche alla suite sono state sia negative, sia positive e i membri del gruppo si son mostrati insoddisfatti nei confronti di questo brano. David Gilmour, ad esempio, ha detto che l'album era "un mucchio di rifiuti. Eravamo veramente in una fase discendente... penso che in quel periodo abbiamo davvero raschiato il fondo del barile" e "inizialmente era una buona idea, ma successivamente diventò terribile... Atom Heart Mother suona come se tra noi membri del gruppo non ci fossero idee comuni, ma negli album seguenti diventammo molto più prolifici." Allo stesso modo, in un'intervista del 1984 a Radio 1 della BBC, Waters disse: «Se qualcuno ora mi dicesse - bene, se esci sul palco e suoni Atom Heart Mother ti darò un milione di sterline - io gli risponderei: ma che cazzo di scherzo è?».
Nei primi anni Settanta la band era entusiasta di eseguire la suite: una primissima performance fu registrata il 28 aprile 1970 per l'emittente televisiva di San Francisco KQED; in due esibizioni dei mesi seguenti per l'esecuzione dello stesso brano la band fu accompagnata dal John Alldis Choir ed il Philip Jones Brass Ensemble. In seguito la band ingaggiò una completa sezione di fiati e un coro col solo scopo di eseguire la suite ma, a causa di problemi di microfonaggio, dei costi troppo elevati e di contrasti con singoli musicisti, la band si ritrovò ad ingaggiare di volta in volta solo i musicisti che fossero disponibili. Per questi motivi il brano fu progressivamente tagliato in molte sue parti nelle esibizioni dal vivo, rimanendo come pezzo della scaletta fino al 1972: l'ultima performance live fu suonata ad Amsterdam il 22 maggio 1972.
Stanley Kubrick voleva usare la title track dell'album in Arancia meccanica, ma il gruppo non gli diede il permesso in quanto il regista aveva premesso che si sarebbe riservato il diritto di usare spezzoni del brano in diversi momenti della pellicola. Col senno di poi, Waters disse che "forse è stato meglio che non sia stato utilizzato, dopo tutto".

## Brani
La suite di Atom Heart Mother è divisa in sei parti, mentre Alan's Psychedelic Breakfast è divisa in tre. Il motivo è dovuto a questioni economiche: nei primi anni settanta i gruppi ricevevano le royalty in base al numero di tracce che si trovavano sull'album.
If è un brano quasi folk, scritto e interpretato da Roger Waters, ripreso frequentemente negli anni novanta in supporto al suo album solista Radio K.A.O.S. Summer '68, di Richard Wright, è una critica allo stile di vita rock and roll, che diventerà un tema ricorrente nei Pink Floyd (si veda per esempio Young Lust nell'album The Wall).  Il brano Fat Old Sun, scritto da Gilmour, fu una delle canzoni centrali degli show della band nei due anni seguenti alla pubblicazione dell'album. Gilmour, anni dopo, in un'intervista dichiarò di considerare gran parte del disco "una vera porcheria", in particolare la title track e il contributo strumentale del gruppo ad Alan's Psychedelic Breakfast. Parte dei suoni presenti in questo brano sono registrazioni ambientali di un roadie del gruppo, Alan Styles, che si prepara la colazione nella cucina di Nick Mason.
Anche Nick Mason non fu mai soddisfatto del risultato finale, lamentando una supervisione generale mancante per via dei tour a cui era sottoposta la band all'epoca. Per il batterista la sensazione era quella di un lavoro affidato a qualcun altro. I musicisti accusarono la casa discografica di aver pubblicato un lavoro che non poteva definirsi realmente loro. David Gilmour, tuttavia, nei suoi ultimi tour da solista, ha riproposto spesso in scaletta proprio Fat Old Sun.

## Tracce
1. Atom Heart Mother (Strumentale) – 23:38 (David Gilmour, Richard Wright, Ron Geesin, Roger Waters, Nick Mason)
2. If – 4:25 (Waters)
3. Summer '68 – 5:29 (Wright)
4. Fat Old Sun – 5:19 (Gilmour)
5. Alan's Psychedelic Breakfast (Strumentale) – 12:55 (Wright, Gilmour, Mason, Waters)

## Formazione
Gruppo
- David Gilmour – chitarra, voce su Fat Old Sun
- Roger Waters – basso, voce e chitarra acustica su If
- Richard Wright – pianoforte, Mellotron, organi Hammond e Farfisa, voce in Summer '68
- Nick Mason – batteria, percussioni, effetti sonori

Crediti aggiuntivi
- Peter Bown – ingegnere del suono
- Alan Parsons – ingegnere del suono
- Abbey Road Session Pops Orchestra – orchestra
- Ron Geesin – arrangiamento e direzione d'orchestra
- John Aldiss – direzione del coro
- Alan Styles – voce parlante su Alan's Psychedelic Breakfast
- James Guthrie – masterizzazione (1994)